# Ajn as-Sahla
Ajn as-Sahla (hebrejsky: עין אל-סהלה, arabsky عين السهلة‎ , v oficiálním přepisu do angličtiny: Ein as-Sahle) byla obec v severním Izraeli, v Haifském distriktu začleněná roku 1995 do města Basma.
Nachází se v nadmořské výšce 380 m v kopcovité krajině regionu vádí Ara přibližně 37 km jihojihovýchodně od Haify a 4 km jihozápadně od Umm al-Fahm. Vesnice leží ve svahu, který je východně i západně od ní pokryt lesním porostem. K severu se terén svažuje do údolí směrem do povodí vádí Nachal Seraja.
Vesnice byla po první arabsko-izraelské válce roku 1949 začleněna do státu Izrael. V roce 1995 vznikla sloučením tří dosud samostatných vesnic Barta'a, Ajn as-Sahla a Mu'avija obec Basma, brzy nato povýšená na město, přičemž její název je akronymem počátečních písmen těchto původních vesnic. Vzhledem k tomu, že ostatní dvě vesnice, z nichž bylo utvořeno dnešní město Basma, se nacházejí v geograficky oddělených oblastech, bez přímé teritoriální návaznosti, zachovává si Ajn as-Sahla urbanistický charakter samostatného sídla.
Ajn as-Sahla je vesnicí s ryze arabskou populací. Obývají ji izraelští Arabové. Arabské je rovněž osídlení v okolní krajině. Výjimkou je židovské město Kacir-Chariš, které se rozkládá na jihozápadním okraji vesnice.
| Rok            | 1961 | 1972 | 1983 | 1995 |
| -------------- | ---- | ---- | ---- | ---- |
| Počet obyvatel | 234  | 484  | 670  | 838  |